# Labrum (starożytność)
Labrum (łac. dosł. „brzeg, krawędź”) – w starożytności basen na wodę lub inne duże naczynie mające różne znaczenia i rozmaite zastosowanie.

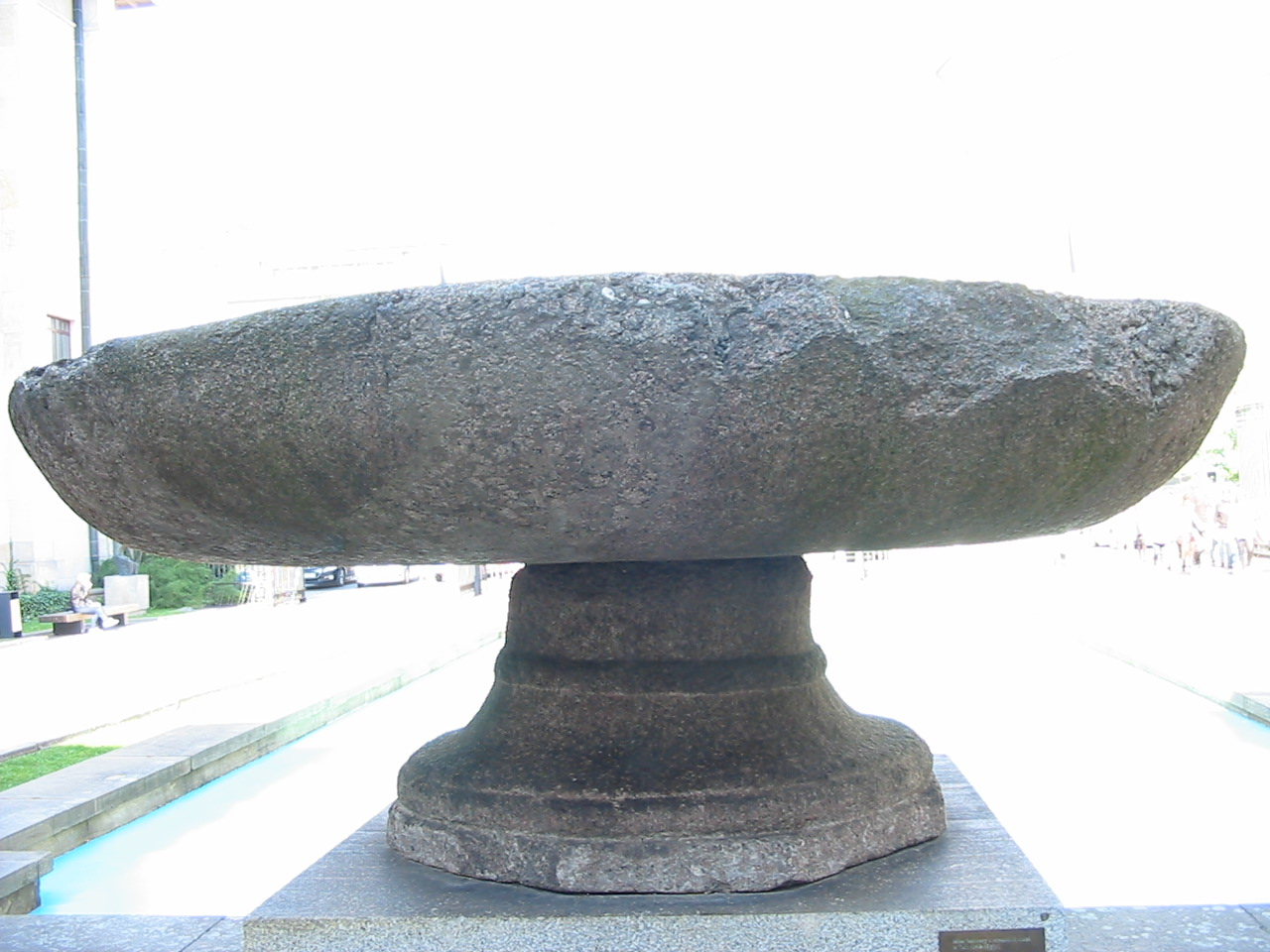
Granitowe labrum z rzymskich term w dolnoegipskim Athribis

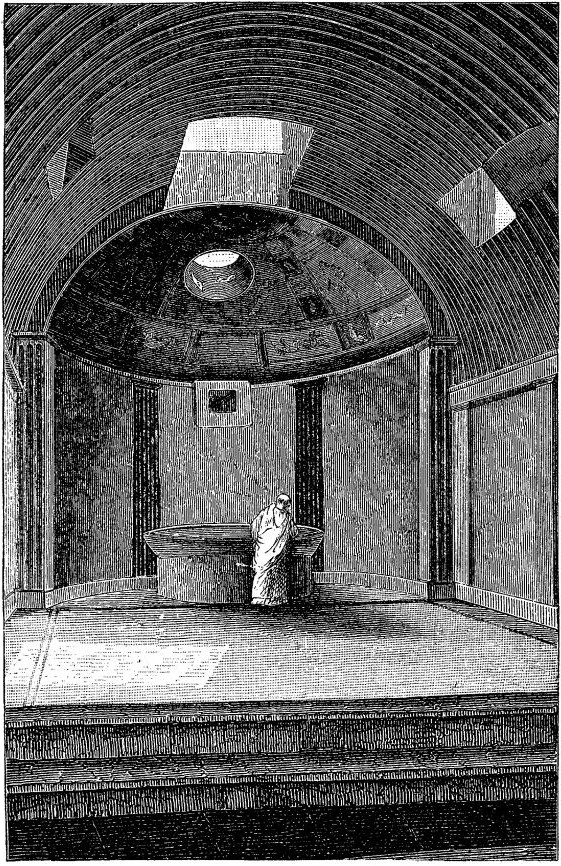
Nisza z labrum w caldarium starszych term pompejańskich

Charakterystyczne dla kultury starożytnego Rzymu, zwykle miało kształt krągły bądź wydłużony o zaoblonych ścianach (niekiedy w postaci podłużnej wanny), z krawędzią wywiniętą na zewnątrz. Najczęściej sporządzane z kamienia (marmur, porfir, granit), wypalanej gliny (terakota) lub metalu (brąz), służyło kilku różnym celom. 
Nazwą tą (pochodzącą od lavabrum) określano przede wszystkim rodzaj typowego dla wyposażenia term basenu – szeroką i płaską misę na wodę, którą w caldarium polewano się korzystając z gorącej łaźni, oczyszczając przy tym ciało z osadów i potu przy pomocy skrobaczki (strigilis). Dokładniejsze wskazania dotyczące usytuowania w architekturze term tego obiektu, wykonywanego ozdobnie z brązu albo marmuru, podaje Witruwiusz (De architectura V 10,4). Na ogół niezdobione, zazwyczaj usytuowane było w północnej części caldarium, w niszy nakrytej półkolistą kopułą ze zdobieniami. Kolista misa labrum odkrytego w tzw. Starych Termach pompejańskich, o ponad 2-metrowej średnicy, osadzona była na wysokim (ok. 1 m) cokole. Natomiast w tamtejszych Termach Stabiańskich wyposażeniem caldarium była wykonana z brązu fontanna z labrum, służąca do spłukiwania ciała i ochłodzenia. Wspomniane przez Stacjusza srebrne labrum w luksusowych łaźniach (balnea) Klaudiusza Etruskusa było stale zasilane wodą doprowadzaną srebrnymi rurami. Koszt tych łaziebnych urządzeń był zwykle niemały – np. za marmurowe labrum pompejańskich Term Rynkowych zapłacono 5250 sesterców. 
Niezwykle dekoracyjny charakter takich obiektów decydował o tym, iż nierzadko wykorzystywano je do zdobienia okazałych rezydencji arystokracji rzymskiej. W pompejańskim Domu Menandra odnaleziono koło tablinum ornamentowane brązowe labrum o metrowej średnicy, od czasów augustejskich służące za fontannę w sąsiedztwie domowego atrium. Natomiast w części łaziebnej tej willi umieszczono dla schłodzenia w absydzie caldarium fontannę z okrągłym, płaskim labrum obok basenu z wodą gorącą (alveus).
W późnym antyku kamienne labra ukształtowane w postaci podłużnych, obłych wanien, ze względu na trwałość materiału często wykorzystywano wtórnie w charakterze sarkofagów (jak np. w przypadku obiektu pochodzącego z mauzoleum Hadriana czy z mauzoleum Teodoryka Wielkiego w Rawennie) lub wielkich chrzcielnic kościelnych (jak w katedrze mediolańskiej).
Nazywano tak również ozdobny basen przeznaczony do zbierania wody wypływającej z fontanny, jaki odnaleziono np. w rozległym atrium pałacu Galeriusza w Gamzigradzie. Potem coraz częściej nazwę tę odnoszono także do naczynia z wodą oczyszczającą (lustralną) umieszczanego przy wejściu do świątyni do rytualnych ablucji. W późniejszym czasie obiekt ten i obyczaj został przejęty przez chrześcijaństwo w postaci kościelnej kropielnicy. 
Ponadto w gospodarstwie domowym nazywano tak szerokie, płaskie naczynie przeznaczone do przechowywania oliwy w osobnym pomieszczeniu gospodarczym (tzw. cella olearia), a niekiedy wina (w cella vinea); przez Kolumellę (De re rustica XII 15,3) zbiorniki te są określane jako fictila labra. Wspomina też o nich Katon w De agri cultura  oraz Wergiliusz w Georgikach. 